# Steve Peacocke
Stephen Peacocke, detto Steve (Dubbo, 30 ottobre 1981), è un attore australiano, principalmente noto per l'interpretazione di Darryl Braxton nella soap opera Home and Away.

## Biografia
Peacocke è nato e cresciuto a Dubbo, nel Nuovo Galles del Sud. A 18 anni ha lavorato in un allevamento di pecore e bestiame a Bourke. Un anno dopo ha iniziato a frequentare l'Università di Newcastle, in cui si è laureato in comunicazioni. Durante il periodo universitario ha coltivato la passione per il rugby.

## Carriera
Peacocke ha iniziato la sua carriera di attore nel 2006, interpretando un piccolo ruolo nel film australiano Suburban Mayhem. Dal 2007 ha cominciato a recitare anche in alcune produzioni televisive australiane come il medical drama All Saints, la situation comedy Packed to the Rafters e la serie Rake. All'inizio del 2011 ha ottenuto il ruolo di Darryl "Brax" Braxton nella soap opera australiana Home and Away. L'interpretazione di questo personaggio gli ha fatto conquistare una discreta popolarità, Home and Away infatti è una delle soap più longeve e celebri della televisione australiana, in onda dal 1988. Peacocke Interpreterà questo personaggio fino al 2016.
Nel 2014 ha preso parte al film statunitense Hercules: il guerriero, con Dwayne Johnson. Nel 2016 ha recitato in Whiskey Tango Foxtrot, adattamento di The Taliban Shuffle: Strange Days in Afghanistan and Pakistan, libro di memorie della giornalista Kim Barker, con protagonisti Tina Fey, Margot Robbie, Martin Freeman e Billy Bob Thornton. Nello stesso anno è apparso nell'adattamento cinematografico del romanzo di Jojo Moyes, Io prima di te, al fianco di Emilia Clarke e Sam Claflin. Inoltre, sempre nel 2016, ha interpretato il ruolo del detective Josh Levine nella serie televisiva australiana Wanted.

## Vita privata
Nel 2014 Peacocke si è sposato con l'attrice Bridgette Sneddon.

## Filmografia

### Cinema
- Suburban Mayhem, regia di Paul Goldman (2006)
- Burning Man, regia di Jonathan Teplitzky (2011)
- Hercules: il guerriero (Hercules), regia di Brett Ratner (2014)
- Whiskey Tango Foxtrot, regia di Glenn Ficarra e John Requa (2016)
- Io prima di te (Me Before You), regia di Thea Sharrock (2016)
- Cooped Up, regia di Kane Guglielmi (2016)
- Little Monsters, regia di Abe Forsythe (2019)

### Cortometraggi
- Cue Howard, regia di Pasan Chandraweera (2008)
- The Black Dog, regia di Shaun Katz (2010)
- The Robbery, regia di Johnny Ma (2010)
- Chick-o-nomics, regia di Lawrence Harwood (2010)

### Televisione
- All Saints - serie TV, episodio 10x13 (2007)
- Emerald Falls, regia di Peter Andrikidis - film TV (2008)
- Packed to the Rafters - serie TV, episodio 2x07 (2009)
- Rake - serie TV, episodio 1x02 (2010)
- Wanted - serie TV, 6 episodi (2016)
- Home and Away - serial TV, 667 puntate (2011-2016)
- RFDS: Royal Flying Doctor Service - serie TV (2021-in corso)